# Музей землеведения МГУ
Музей землеведения МГУ — учебный музей по наукам о Земле и землеведению, для студентов МГУ и организованных групп посетителей. Экспонаты музея охватывают науки географического и геологического цикла. Экспозиция также раскрывает историю развития естественнонаучных знаний и представлений о Земле.
В музее постоянно проводятся учебные занятия со студентами МГУ и других вузов. Музей стал научно-методическим центром, координирующим работу российских вузовских музеев. Он организует конференции, семинары, курсы повышения квалификации учителей и музейных работников.

## История
Музеи Московского университета возникли вскоре после основания университета. С 1757 при университете существовали кабинеты музейного типа, использовавшиеся в учебном процессе: минералогический, минц-кабинет, кабинет древностей, собрание физических инструментов и моделей (большая часть этих коллекций была подарена меценатами из рода Демидовых).

### Предыстория
В 1759 году, через 4 года после основания Московского университета, в нем на основании экспонатов братьев Григория Демидова и Прокофия Демидова был создан «минералогический кабинет», который вскоре стал естественно-историческим музеем.
В 1791 на их основе в помещении университетского здания на Моховой был открыт «Музей натуральной истории» (первое название «Камора натуральных и куриозных вещей»), послуживший образцом для организации университетских музеев в России. В 1803 году Павел Демидов (правнук Никиты Демидова), передал в дар университету свою естественнонаучную коллекцию, которую вместе с библиотекой и капиталом в 100 000 рублей («предназначенных для утверждения кафедры натуральной истории с музеем при ней») подарил Московскому университету. В 1806 году он также пожертвовал свой «минц-кабинет», состоявший из монет и медалей. Дар Павла Демидова Московскому университету был закреплен распоряжением Александра I. Согласно Уставу 1804, существование такого музея было утверждено в структуре Московского университета и других университетов Российской империи. 25 октября 1805 года Музей натуральной истории, ставший прообразом современного Музея Землеведения, был открыт для посетителей в здании Московского университета на Моховой. Музей натуральной истории имел комплексный характер. В составе его коллекций были зоологические, ботанические, минералогические, нумизматические и др. предметы. Зарождавшаяся тенденция дифференциации наук способствовала выделению из него музеев более узкого профиля. Согласно Уставу 1835, к музейным собраниям при университетах относились следующие: минералогический, ботанический, зоологический, технологический кабинеты, собрания машин и моделей, собрание для рисовальной школы, анатомический театр и собрание препаратов, музей изящных искусств. Предусмотренные Уставами кабинеты ИМУ финансировались из бюджета университета и состояли в ведении профессоров. В 1837 Министерством народного просвещения были официально утверждены должности хранителей музеев (в Московском университете существовали до конца XVIII века). В развитии музея принимали участие Г. И. Фишер фон Вальдгейм и Д. Н. Анучин.

### Современный музей

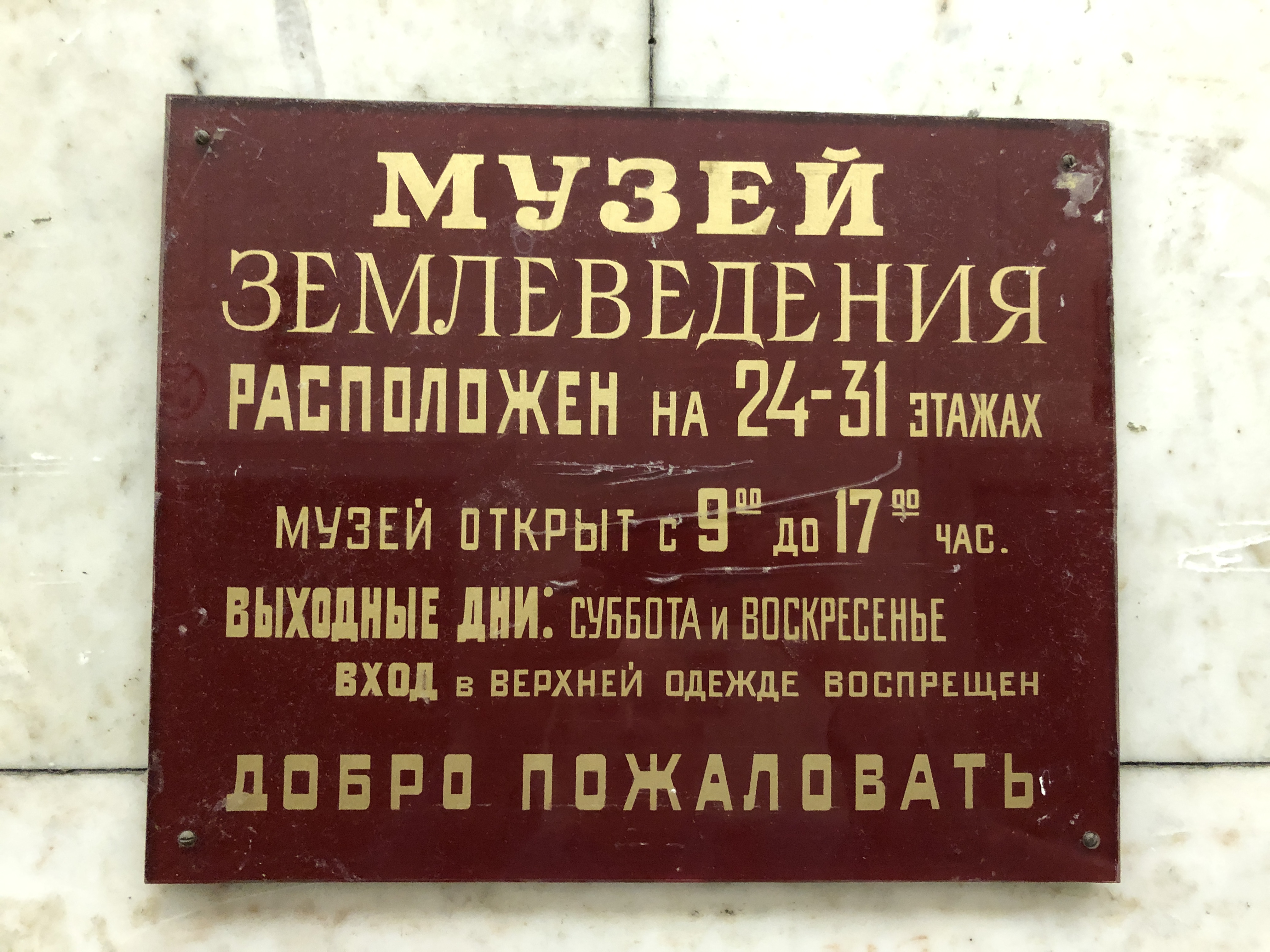
Табличка музея в МГУ

В 1950 году ректор МГУ А. Н. Несмеянов ходатайствовал об организации музея землеведения. Первым директором музея был назначен Ю. К. Ефремов.
Первоначально музей числился как структурное подразделение географического факультета МГУ. С 1955 года как самостоятельное подразделение  МГУ.
В конце 1951 года, когда директором был профессор Н. П. Ермаков, появился первый вариант современной экспозиции. В её создании участвовали студенты и преподаватели геологического, географического и биолого-почвенного факультетов МГУ и учёные АН СССР.
Оформление осуществили около 200 художников и скульпторов. Музею была передана галерея картин, посвящённая разнообразным ландшафтам страны. Бюсты ученых были выполнены скульпторами С. Т. Конёнковым, М. К. Аникушиным, Л. Е. Кербелем.
Открытие современного музея было приурочено к 200-летнему юбилею МГУ. 14 мая 1955 года он начал работу в Главном здании МГУ на 7 верхних этажах.
В 2008 году, для координации музейной деятельности, при МОИП была организована секция Музеология, методологическую основу функционирования которой взял на себя музей Землеведения.
В 2010 году МГУ отметил 60-летие Постановления Совета Министров СССР об образовании Музея Землеведения.

## Экспозиция

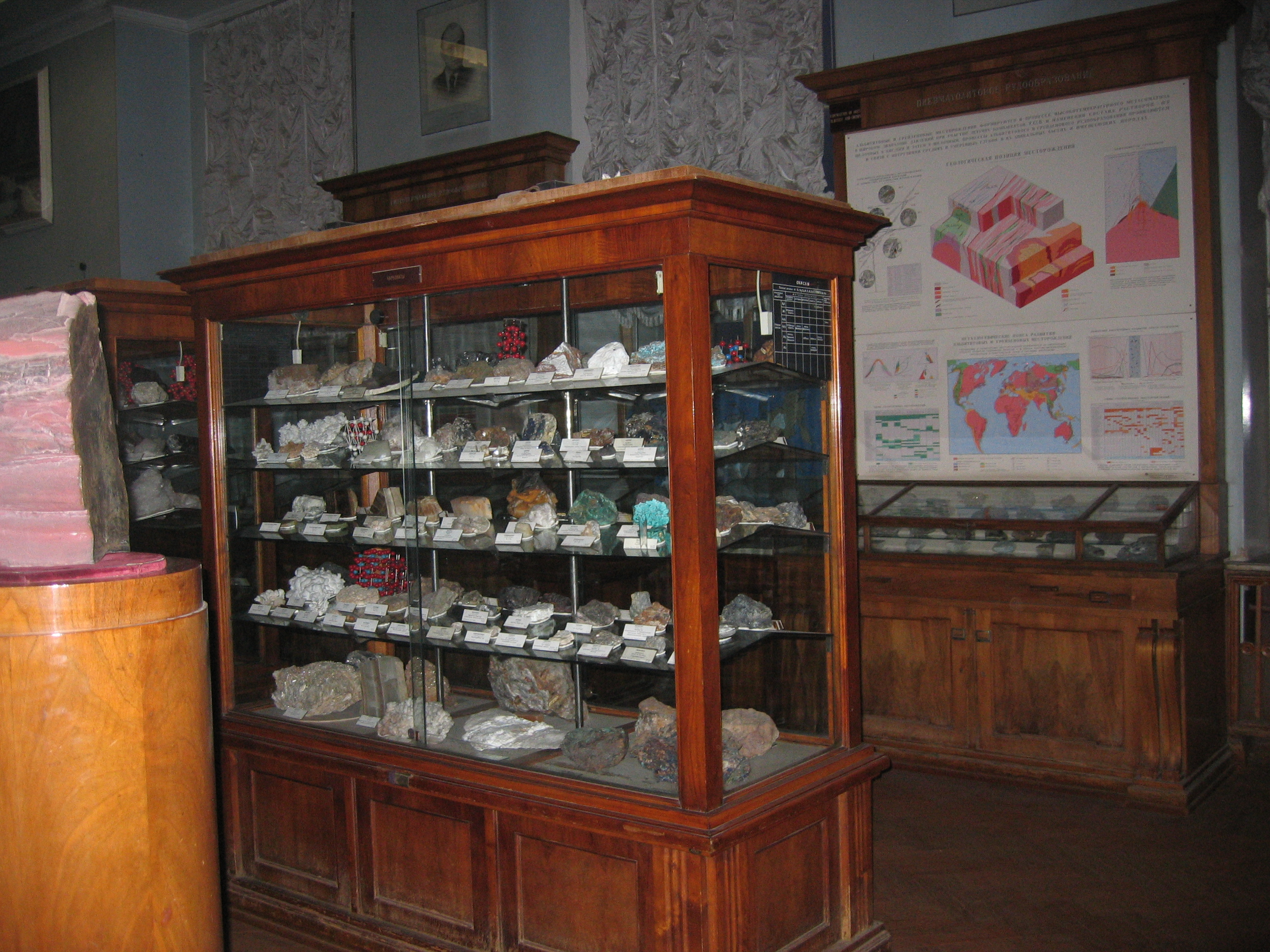
Экспозиция музея

Тысячи экспонатов и натурных коллекций представляют минералы, горные породы, руды, ископаемые организмы, метеориты, почвенные образцы и монолиты, ботанические гербарии, модели природных зон и биогеоценозов.
262 картины отражают ландшафты России. Здесь имеется галерея портретов учёных и исторических деятелей, связанных с МГУ. Представлена галерея бюстов естествоиспытателей.
Экспозиция состоит из разделов:
1. история МГУ;
2. происхождение и строение Галактики, Солнечной системы, планеты Земля;
3. эндогенные процессы Земли;
4. процессы образования минералов и полезных ископаемых;
5. экзогенные процессы, формирование рельефа Земли, жизнь Мирового океана, история развития жизни на Земле;
6. природные зоны Земли;
7. физико-географические области мира, России и сопредельных стран.

Музей расположен на семи верхних этажах (с 24-го по 31-й) Главного здания МГУ.
31-й этаж — Ротонда

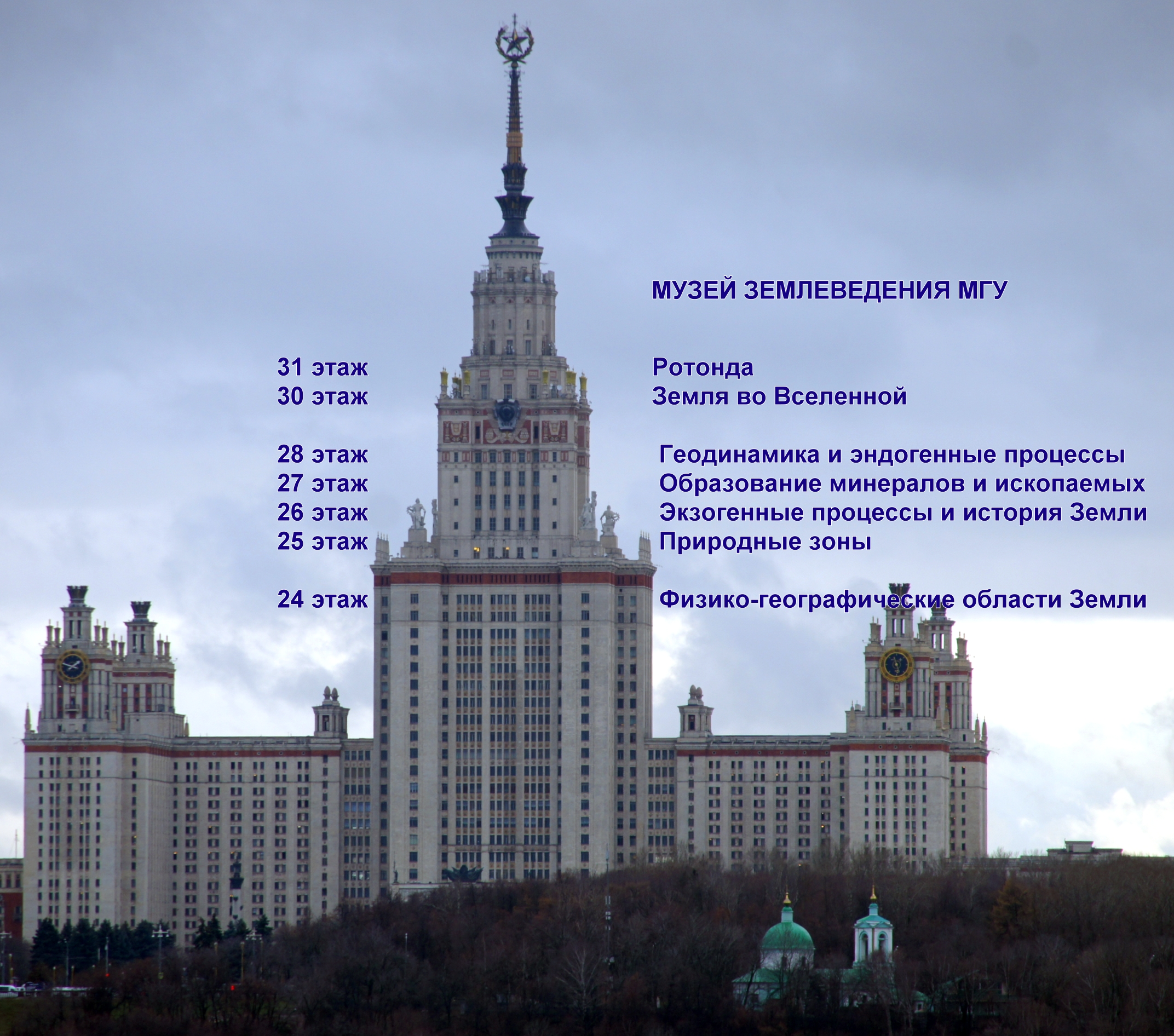
План Музея землеведения МГУ

- Зал 1. — Временные выставки и конференции

30-й этаж — Земля во Вселенной
- Зал 2. — Земля во Вселенной

29-й этаж — Не является музеем (техническое помещение)
28-й этаж — Геодинамика и эндогенные процессы
- Зал 3. — Строение и эволюция Земли
- Зал 4. — Магматизм
- Зал 5. — Геотектоника
- Зал 6. — Горные породы
- Зал 7. — Методы геологических исследований

27-й этаж — Образование минералов и полезных ископаемых
- Зал 8. — Процессы минералообразования
- Зал 9. — Процессы рудообразования
- Зал 10. — Месторождения металлов
- Зал 11. — Месторождения неметаллических ископаемых
- Зал 12. — Месторождения горючих ископаемых

26-й этаж — Экзогенные процессы и история Земли
- Зал 13. — Экзогенные процессы на суше
- Зал 14. — Деятельность моря
- Зал 15. — Древняя история Земли
- Зал 16. — Кайнозойская история Земли

25-й этаж — Природные зоны
- Зал 17 и часть зала 20. — Природная зональность и её компоненты
- Зал 18. — Тундра, лесотундра, леса
- Зал 19. — Лесостепи, степи, полупустыни
- Зал 20. — Пустыни, субтропики, жаркие страны, высотные зоны

24-й этаж — Физико-географические области Земли
- Зал 21. — Русская равнина, Урал, Крым, Карпаты
- Зал 22. — Общий обзор мира и России. Кавказ, Средняя Азия
- Зал 23. — Сибирь и Дальний Восток
- Зал 24. — Материки и части света
- Осевые витрины и стенды в залах 21—24. — Моря и океаны.

На 24-м этаже Главного здания в зале Физико-географические области размещена галерея бюстов учёных, внёсших значительный вклад в науку землеведения:
Г. В. Абиха,
В. В. Алёхина,
Д. Н. Анучина,
В. К. Арсеньева,
Л. С. Берга,
А. А. Борзова,
Г. Ю. Верещагина,
В. Р. Вильямса,
А. И. Воейкова,
К. К. Гедройца,
С. И. Дежнёва,
В. В. Докучаева,
С. А. Захарова,
Н. Н. Зубова,
В. Л. Комарова,
П. А. Костычева,
А. Н. Краснова,
И. М. Крашенинникова,
А. Ф. Миддендорфа,
И. В. Мичурина,
Г. Ф. Морозова,
Г. И. Невельского,
С. С. Неуструева,
А. П. Павлова,
Н. М. Пржевальского,
Д. Н. Прянишникова,
П. И. Рычкова,
Н. А. Северцова,
П. П. Семёнова-Тян-Шанского,
Н. М. Сибирцева,
А. А. Тилло,
К. А. Тимирязева,
А. П. Федченко,
И. Д. Черского и др.

### Научная структура
Сотрудники музея ведут здесь постоянные научные исследования. Научный штат музея в соответствии с основными научными направлениями работы распределён по четырём подразделениям:
- Сектор геодинамики
- Сектор минерагении[9] и истории Земли
- Сектор космического землеведения[10] и рационального природопользования
- Сектор музейно-методической работы и фондов
- Группа образовательных и экскурсионных программ.

В музее работают научные лаборатории и кабинеты.